# I Won’t Let the Sun Go Down on Me
I Won’t Let the Sun Go Down on Me ist ein Lied des englischen Musikers Nik Kershaw. Es war seine erste Single. Sie wurde zunächst 1983 mit wenig Erfolg veröffentlicht, bei der Wiederveröffentlichung 1984 wurde sie mit Platz zwei jedoch zu seinem größten Charterfolg in Großbritannien. Auch erschien der Song auf Kershaws Debütalbum Human Racing.

## Entstehung
Der Song wurde von Kershaw selbst geschrieben und von Peter Collins auf der Grundlage von bereits vorhandenen Demoaufnahmen produziert. Das Lied wurde ursprünglich als Folk-Protestlied geschrieben, aber im Studio wurde es zu einem Popsong. Der Synthesizer, ein Oberheim OB-8 wurde von Paul "Wix" Wickens gespielt. Bei einem Auftritt in The One Show von BBC One im Juni 2015 behauptete Pete Waterman, dass er die Platte produziert habe, doch Kershaw stellte anschließend via Twitter klar, dass der Song wie alle anderen auf dem Album von Peter Collins produziert wurde. Waterman war während der Aufnahmen als Manager von Collins tätig, war jedoch nicht an der eigentlichen Produktion des Tracks beteiligt.

## Text
Das Lied wurde während des Kalten Krieges geschrieben, als der mögliche Atomkrieg zwischen den beiden Supermächten UdSSR und Vereinigte Staaten medial sehr präsent war. Der Text spiegelt diese Gefahr in Zeilen wider wie: "Old men in stripey trousers, rule the world with plastic smiles" ("Alte Männer in gestreiften Hosen regieren die Welt mit Plastiklächeln") und: "forefinger on the button, is he blue or is he red?" ("Zeigefinger auf dem Knopf [der Atombombe], ist er blau oder ist er rot?")
Im September 1984 sagte Kershaw der Zeitschrift Number One:

„Es ist wahrscheinlich nicht sofort offensichtlich, aber I Won’t Let the Sun Go Down on Me handelt von der Bombe oder eher von Leuten, die die Verantwortung für das übernehmen, was sie im Allgemeinen tun. Die Aussage ist, dass es wahrscheinlich nicht gut für eine Person ist, diese Dinge herauszuschreien, aber ich werde es trotzdem tun.“

## Veröffentlichung und Rezeption
I Won’t Let the Sun Go Down on Me erschien am 16. September 1983 und erreichte erstmals im November 1983 die britischen Charts, wo die Single acht Wochen notiert war und Platz 47 erreichte. Nach den Erfolgen der weiteren Singles Wouldn’t It Be Good und Dancing Girls sowie der Albumveröffentlichung wurde I Won’t Let the Sun Go Down on Me im Mai 1984 erneut als Single herausgebracht und stieg im Vereinigten Königreich auf Platz zwei. In der Folge wurde der Song auch in einigen anderen Ländern zum Hit, so etwa in Deutschland mit Platz zwölf, in der Schweiz mit Platz sechs, in den Niederlanden und dem flämischen Teil Belgiens jeweils mit Platz fünf, in Schweden mit Platz zehn und in Norwegen mit Platz fünf.

## Musikvideos
Es gibt zwei verschiedene Musikvideos für diesen Song. Das erste Video zeigt Kershaw, der das Lied auf einem Hügel und in einer Burg singt. Er wird von Kindern und einem Minnesänger begleitet, der die Gitarrenteile auf einer Laute spielt. Das Video wurde in Maidstone, Kent, gedreht.
Als das Lied im Mai 1984 erneut veröffentlicht wurde, wurde auch ein neues Video aufgenommen. Da Kershaw in Europa Promotiontermine hatte, blieb wenig Zeit, weswegen ein Live-Video gedreht wurde, das mit gelegentlichen Szenen der alten Männer in gestreiften Hosen durchsetzt ist. Kershaw war mit dem hastig gedrehten Video unzufrieden, denn am Tag der Aufnahmen musste die Band zugleich Songs proben, da sie längere Zeit nicht mehr zusammen gespielt hatte. Unter anderem durch den in die Musik gemischten Gesang der jungen, großteils weiblichen Fans und der Schlussszene, in der Nik Kershaw das Gebäude offenbar verfolgt von einem Fan verlässt, hat das Video teilweise Ähnlichkeit mit späteren Boyband-Inszenierungen.

## Coverversionen
Die deutsche Version wurde mit einem Text von Norbert Hammerschmidt unter dem Titel Ich will, wenn ich wüßte, daß ich darf von Florian Haidt gesungen und erschien im Juli 1984. Am 22. September 1984 sang Haidt den Song in der ZDF-Hitparade, konnte sich jedoch nicht unter den Top drei platzieren. 1985 erschien eine Version von Harry Holland & Dieter Reith. Eine Version des schwedischen Sängers und Produzenten Jonas Ekfeldt alias Robin Cook erreichte 1996 die Charts in Finnland (Platz 16), Dänemark (Platz vier) und Schweden (Platz drei).